# Los jinetes de dragones de Pern
Los jinetes de dragones de Pern (en inglés: Dragonriders of Pern; pronunciado //) es una extensa serie literaria de novelas e historias cortas de fantasía y ciencia ficción escritas principalmente por Anne McCaffrey. Desde 2004, el hijo de esta, Todd McCaffrey, también ha publicado novelas de Pern, tanto en colaboración con Anne como en solitario. En julio de 2012, la serie contaba con 23 novelas y muchos relatos cortos, muchos de los cuales han sido recogidos en dos volúmenes.
Los primeros libros de la serie tienen un claro enfoque fantástico (bajos niveles de tecnología, dragones que escupen fuego y sociedades feudales), a pesar de que la propia McCaffrey prefiere describirlas como ciencia ficción haciendo énfasis en la ciencia que hay detrás del mundo de Pern. En las más recientes, la serie se mueve hacia una ciencia ficción más evidente, conforme los personajes redescubren sus vínculos con el pasado y desarrollan niveles muy superiores de tecnología.

## Libros
La serie cuenta de momento con 23 libros, con personajes que intervienen o abandonan la historia, reapareciendo los principales de estos en papeles menores en otros volúmenes. Esto se debe a que muchos libros muestran marcos temporales que se superponen, al contarse los mismos eventos desde distintos puntos de vista.
Además, McCaffrey ha publicado novelas en diversos momentos de la historia de Pern, algunos con separación de siglos. Para una primera lectura se recomienda seguir el orden de publicación. En sucesivas lecturas, el orden cronológico puede ser preferible.

### Trilogía original
Fueron más tarde publicadas en edición recopilatoria.
- Dragonflight (1968; compuesta de las dos primeras novelas de Pern de McCaffrey, Weyr Search y Dragonrider, publicadas en 1967), en español se titula "El vuelo del dragón".
- Dragonquest (1970), en español conocido como "La búsqueda del dragón".
- The White Dragon (1978; aunque publicada antes de Dragondrums, The White Dragon continúa la aventura de algunos de los personajes de Dragondrums; McCaffrey recomienda leer primero Dragondrums; The White Dragon incorpora también la historia de McCaffrey "A Time When"). En español se titula "El dragón blanco".

### Trilogía de Harper Hall
También fueron posteriormente recogidas en una edición recopilatoria. Estas historias tienen lugar inmediatamente antes y también de forma simultánea que las narradas en Dragonquest y The White Dragon.
- Dragonsong (1976)
- Dragonsinger (1977)
- Dragondrums (1979)

### Otras novelas y antologías
- Moreta: Dragonlady of Pern (1983; tanto esta como Nerilka's Story se sitúan al final del Sexto Paso, siglos antes de los hechos de Dragonflight)
- Nerilka's Story (1986)
- Dragonsdawn (1988; el primero en orden cronológico, muestra la colonización de Pern)
- "The Impression" (1989; historia corta incluida en The Dragonlover's Guide to Pern)
- Renegades of Pern (1989)
- All the Weyrs of Pern (1991)
- The Chronicles of Pern: First Fall (1993, antología situada después de Dragonsdawn)
  - "The Survey: P.E.R.N." (originalmente publicada en 1993 como "The P.E.R.N. Survey")
  - "The Dolphins' Bell" (originalmente publicada en 1993)
  - "The Ford of Red Hanrahan"
  - "The Second Weyr"
  - "Rescue Run" (originalmente publicada en 1992)
- The Dolphins of Pern (1994)
- Red Star Rising (1997) (situada al inicio del Segundo Paso)
- The Masterharper of Pern (1998; precuela de Dragonflight y las otras obras del Noveno Paso)
- The Skies of Pern (2001)
- A Gift of Dragons (2002; antología recopilando historias publicadas anteriormente junto a una nueva)
  - "The Smallest Dragonboy" (1973; historia corta recopilada en Get Off the Unicorn)
  - "The Girl Who Heard Dragons" (1986; historia corta recopilada tanto en The Girl Who Heard Dragons como en A Gift of Dragons)
  - "Runner of Pern" (1998; situada, como Masterharper of Pern, algún tiempo antes de Dragonflight; recogida en Legends y en A Gift of Dragons)
  - "Ever the Twain" (2002; historia corta original de A Gift of Dragons; no está clara su situación cronológica)
- "Beyond Between" (2003; historia corta en Legends II: Short Novels By the Masters of Modern Fantasy, de Robert Silverberg; probablemente situada tras los hechos de Moreta)

### Libros de Todd McCaffrey
- Dragon's Kin (2003, con Todd McCaffrey; situado antes del Tercer Paso)
- Dragonsblood (2005, escrito por Todd McCaffrey; situado algunos años antes de Dragon's Kin)
- Dragon's Fire (2006, con Todd McCaffrey)
- Dragon Harper (diciembre de 2007, con Todd McCaffrey)
- Dragonheart (noviembre de 2008, escrito por Todd McCaffrey)
- Dragongirl (2010, Todd McCaffrey; secuela de Dragonheart y Dragonsblood)
- Dragon's Time (2011, Anne y Todd McCaffrey; secuela de Dragongirl)
- Sky Dragons (2012, Anne y Todd McCaffrey; secuela de Dragon's Time)

### Libros futuros
- After the Fall o New Era Pern

### Libros de juego y de acompañamiento
- Dragonharper (1987, libro de juego escrito por Jody Lynn Nye)
- Dragonfire (1988, libro de juego escrito por Jody Lynn Nye)
- The Atlas of Pern de Karen Wynn Fonstad, colección de mapas basados en lugares mencionados en Pern.
- People of Pern de Robin Wood y Anne McCaffrey, colección de retratos de la gente de Pern.
- The Dragonlover's Guide to Pern de Jody Lynn Nye y Anne McCaffrey, contiene la historia corta "The Impression" así como gran cantidad de información extra sobre Pern.

### Premios
Weyr Search ganó un Premio Hugo y Dragonrider un Premio Nébula. Dragonquest, The White Dragon, Moreta: Dragonlady of Pern y All the Weyrs of Pern fueron todos ellos nominados al premio Hugo.

## Novela gráfica
En 1991, Dragonflight, el primero de los libros de Pern en ser publicado, fue lanzado como un conjunto de tres novelas gráficas por Eclipse Comics de Forestville. Las dos primeras fueron ilustradas por Lela Dowling y Fred Von Tobel, y la tercera por Lela Dowling y Cynthia Martin. La historia fue adaptada por Brynne Stevens.

## Música de Pern
Existe un CD con 18 pistas de música relacionada con las Teaching Ballads y la obra de Masterharper Robinton, realizado en 1998 por el dúo formado por Tania Opland y Mike Freeman en colaboración con Anne McCaffrey a petición de ella. El proyecto The Masterharper of Pern se inició como una idea para incluir música escrita en el libro del mismo nombre, impresa en las caras interiores de la portada. El proyecto se completó en 18 meses, lanzándose con la aprobación de la escritora y de la mayor parte de los fanes.
Un segundo disco relativo al otro arpista favorito de Pern, Menolly, fue completado en diciembre de 2008. Titulado "Sunset's Gold", reúne junto a Opland y Freeman a otros músicos de renombre de distintos países, conteniendo 12 pistas de música grabada entre 2006 y 2008. El CD incluye la balada "Four Hundred Turns," escrita por Anne McCaffrey poco después de completar "Dragonflight." Había sido puesta en un cajón donde permaneció olvidada durante unos cuarenta años hasta que la autora la redescubrió justo cuando el proyecto del disco estaba en marcha, no habiendo sido publicada antes.
También hay disponibles libros de música con las canciones de cada uno de estos proyectos.

## Televisión y cine
Ha habido varios intentos de adaptar el mundo de Pern a la televisión o al cine. El primero para conseguir una película de los jinetes de dragones de Pern fue hecho por Alliance Atlantis. Mientras Alliance Atlantis se encontraba aún en la etapa de arte conceptual, los esfuerzos de desarrollo fallaron y finalmente vendieron sus derechos.
- En 2002, WB Network y el escritor Ronald D. Moore habían completado los escenarios y cástines y estaban a pocos días del rodaje. Moore había enviado el episodio piloto a WB para una aprobación final. Cuando le fue devuelto, había sufrido tantos cambios en su estructura básica (haciéndolo similar a Buffy the Vampire Slayer[1]) que ya no guardaba apenas parecido con el mundo creado por Anne McCaffrey. Como fan de la obra de ésta, Moore se negó a continuar después de los cambios propuestos, así que la filmación fue cancelada y los derechos fueron devueltos a Anne McCaffrey.

- En mayo de 2006, se anunció que los derechos para toda la serie estaban en manos de Copperheart Entertainment.[2] Copperheart anunció que tenía intención de llevar el mundo de Pern a la gran pantalla.

## Juegos
Se han lanzado varios juegos basados en la serie de Pern.
- En 1983, Mayfair Games creó un juego de tablero con cartas representando los personajes y lugares.
- En 1983, Epyx lanzó un videojuego de acción y estrategia para Atari 800 y Commodore 64.
- En 2001, el videojuego Dragon Riders: Chronicles of Pern fue creado por Ubisoft para PC y Dreamcast.